# Etoxylering
Etoxylering är en kemisk reaktion där etylenoxid reagerar med ett substrat. Det är den mest praktiserade alkoxyleringen, vilket innebär tillsats av epoxider till substrat.
I ofta förekommande produkter, omvandlas alkoholer och fenoler till R(OC2H4)nOH, där n varierar från 1 till så högt som 10. Sådana föreningar kallas alkoholetoxylater. Alkoholetoxlater omvandlas ofta till besläktade arter som kallas etoxysulfater. Alkoholetoxylater och etoxisulfater är ytaktiva medel som är ofta förekommande i kosmetiska och andra kommersiella produkter.

## Alkoholetoxilat
Industriell etoxylering tillverkas huvudsakligen på fettalkoholer för att generera fettalkoholetoxylater (FAE), vilka är en vanlig form av nonjoniskt ytaktivt ämne.
Ämnet Alkohol(C10-16)etoxilat, C10-16 alkylalkoholetoxilat med Cas-nr 68002-97-1 kan återfinnas i diverse kallavfettningsprodukter för bilar.
Synonymer för ALKOHOL(C6-18)ETOXILATER
- Etoxilerad alkohol
- Fettalkoholetoxilat
- Alkoholetoxilat
- Polyoxietylenalkoholeter
- Polyetylenglykol alkoholeter